# Adrien Villette

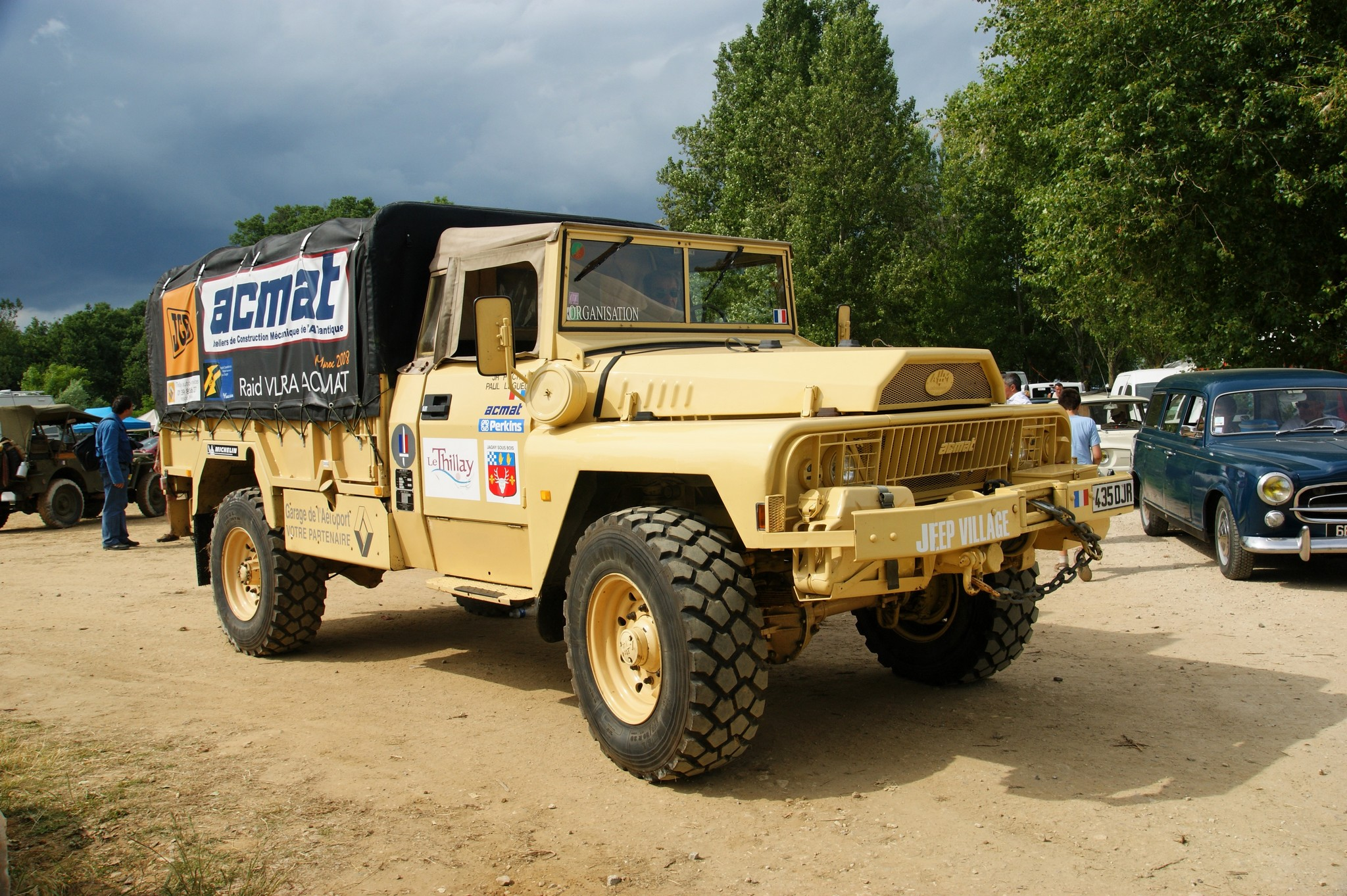
Ein ALM ACMAT TPK 420 wie er von Villette zur Rallye Dakar 1981 und 1982 eingesetzt wurde

Adrien Villette (* in Frankreich) ist ein ehemaliger französischer Rallye-Raid-Fahrer und Gewinner der Rallye Dakar in der LKW-Klasse.

## Karriere
Villette gewann die Rallye Dakar 1981 in der LKW-Klasse auf einem ALM ACMAT TPK 420 vor Ford, Mercedes, MAN und Iveco. Er sowie sein Navigator und die Besatzung eines zweiten ALM ACMAT waren zu diesem Zeitpunkt Angehörige der Unité d'instruction et d'intervention de la sécurité civile n°7 des französischen Zivilschutzes und wurden von diesem mit zwei Fahrzeugen sowie finanziell und logistisch unterstützt. Villette gewann die Rallye, das andere baugleiche Fahrzeug von ACMAT schied aus. Zur Rallye Dakar 1982 setzte ALM ACMAT sechs baugleiche ALM ACMAT TPK 420 ein. Villette, als einer der Fahrer dieser Fahrzeuge, schied in diesem Jahr aber aus.